# Archosaurus
Archosaurus är ett utdött släkte av köttätande reptiler tillhörande familjen arkosaurier, som levde under äldre perm i Ryssland och Polen. Den var en av de tidigaste formerna av arkosaurier. 